# Синельник Крістіна Анатоліївна
Крістіна Анатоліївна Синельник  (1 травня 1972, місто Київ)  — українська акторка театру і кіно. Викладач  з майстерності актора та сценічної мови в Київській академії мистецтв. Грає в театрах: «Актор», ТЕ-АРТ [Архівовано 24 березня 2022 у Wayback Machine.], Колізей [Архівовано 8 січня 2022 у Wayback Machine.] та ін..

## Життєпис
У 1979—1989 роках вчилася у Спеціалізованій школі № 125 [Архівовано 23 березня 2022 у Wayback Machine.] м. Київ. У 1986 році за активну участь в концертній діяльності школи була нагороджена путівкою до міжнародного табору «Артек».
У 1989—1993 рр. навчалася у Київському національному університеті театру, кіно і телебачення імені Івана Карпенка-Карого та отримала повну вищу освіту за спеціальністю «Акторське мистецтво», а також здобула кваліфікацію «Актор драматичного театру і кіно».
У 1993 році запросили працювити в Національний академічний театр російської драми імені Лесі Українки. Пізніше продовжила свій творчий шлях у різних Київських театральних колективах та брала участь у багатьох кінопроєктах.
Має сина — Андрія (28.01.2004).

## Театральні роботи
З 1993 року працює акторкою в київських театрах.
Національному академічному театрі російської драми імені Лесі Українки (1993—1997)
- «Молоді роки короля Людовика XIV» (Реж. М. Резніковічь). Роль — графиня Де ля Мотт.
- «Генерали в спідницях» (Реж. Е. Мітніцкий). Роль — Марі-Крістін.
- «Радій коли наказують» (Реж. С. Моісеев). Роль — наречена Іполита.
- «Ревнощі» (Реж. А. Бабенко). Роль-Клавдія.

Майстерня театрального мистецтва Сузір'я (1994—1998)
- «Приїжджий з Лангуни» (Реж. А. Мухарскій). Роль — Дружина номер 2.

Київський Молодий театр (1998—1999)
- «Шельменко 2» (Реж. А. Приходько). Роль — Пріся
- «За двома зайцями» Реж. В. Шулаков. Роль — Наталка.

Київський театр «Браво» (1997—2005)
- «Ціна кохання» (Реж. С. Горов). Роль — Оксана.
- «Плачу вперед» (Реж. В. Новіков). Роль — Натуся.
- «Снігова королева» (Реж. В. Судьїн). Роль-Маленька розбійниця.
- «Таня-Таня» (Реж. В. Федоров). Роль-Дівчина.
- «Паучек» (Реж. А. Лелюх). Ролі-Лара.

Київський Експериментальний театр (1999—2002)
- «Голомоза співачка» (Реж. Л. Паріс). Роль — Пожежник.
- «Амфетріон» (Реж. А. Ігнотуша). Роль — Ніч.
- «Між небом і землею» (Реж. А. Петров). Ролі — Дівчина хуліганка.
- «Скляний Ансельм» (Реж. Л. Паріс). Роль — Вероніка.

Київський театр «Ательє 16» (2005—2008)
- 2006 — «Навь» за п'єсою «Коли повертається дощ» Неди Нежданої; реж. Андрій Білоус — господиня кав'ярні
- «Три сестри» за однойменною п'єсою Антона Чехова; реж. Лінас Зайкаукас — Маша

Студія Паріс (2008—2010)
- «Вишневий сад» (Реж. Л. Паріс). Роль — Варя.
- «Острів Болдіно і його мешканці» (Реж. Л. Паріс). Ролі — Лаура.

Київський Свободний театр (1997—2011)
- «Діолог самців» (Реж. А. Артіменьев). Роль-Доротея.
- «Такі вільні метелики» (Реж. А. Артіменьев). Роль-Леді Бреккнел.
- «Чайка на ім'я Джонотан» (Реж. А. Артіменьев). Роль-Саллі.

Київський театр Візаві
- «Любов без правил» (Реж. Е. Морозов). Роль — Анна.
- «Мамуля» (Реж. Е. Морозов). Роль — Ніна.
- «Подружні пари бажають познайомитись» (Реж. Е. Морозов). Роль — Анфіса.
- «Спокуса монахіні» (Реж. Е. Морозов). Роль — Настоятелька.
- «Чоловік через непорозуміння» (Реж. Е. Морозов). Роль — Карина.
- «Імперія ангелів» (Реж. Е. Морозов). Роль — Венера.

Антреприза Колізей
- «Боїнг-Боїнг». Роль- Мері.
- «Дружна сімейка». Роль — Жаклін.
- «Граємо в дурня». Роль — Крістіна.
- «Сюрприз». Роль — Подруга.

Київський академічний театр «Актор»
- «Лавка» О. Гельмана; реж. Валентин Шестопалов — Віра
- 2021 — «Вишневий сад» за однойменною п'єсою Антона Чехова; реж. Слава Жила — Любов Андріївна Раневська, поміщиця[2][3][4][5][6][7][8][9]

ТЕ-АРТ
- «Легке Знайомство» (Реж. О. Семешкіна). Роль — Вона

Антреприза Г. Хостікоєва і М. Ягодкіної
- «Прими» (Реж. М. Ягодкіна). Роль — Флоренс.

Сцена 6
- 2018 — «Погані дороги» Наталки Ворожбит; реж. Тамара Трунова — Таня[10][11]
- 2018 — «Номери» Олега Сенцова; реж. Тамара Трунова — Восьма[12]

## Фільмографія
| Рік       |   | Українська назва                | Оригінальна назва | Роль                                  |
| --------- | - | ------------------------------- | ----------------- | ------------------------------------- |
| 1992      | ф | «Духи Пекла»                    | -                 | Дівчина головного героя               |
| 1997      | ф | «Хіппініада або Материк любові» | -                 | Наташа                                |
| 2001—2001 | с | «Леді Бомж»                     | -                 | Няня Аріна                            |
| 2003—2003 | с | «Право на захист»               | -                 | Аня                                   |
| 2005—2005 | с | «Мухтар-2»                      | -                 | Оля                                   |
| 2007      | ф | «Головне встигнути»             | -                 | Мама Лізи                             |
| 2008—2008 | с | «Мухтар-4»                      | -                 | Веселова                              |
| 2008      | ф | «Осінній вальс»                 | -                 | Катя подруга Макса                    |
| 2009      | ф | «Казка про чоловіка і жінку»    | -                 | Колишня дружина Вольського            |
| 2009      | ф | «Зовсім інше життя»             | -                 | Света                                 |
| 2010—2010 | с | «Поїзд милосердя»               | -                 | Регіна                                |
| 2012      | ф | «Це моя собака»                 | -                 | Секретар Света                        |
| 2013      | ф | «Два Івана»                     | -                 | Подруга головної героїні              |
| 2013      | ф | «Точка»                         | -                 | Жінка героя                           |
| 2015      | ф | «Клан ювелірів»                 | -                 | Марія Галицька                        |
| 2015      | ф | «Прокурори»                     | -                 | Домробітниця Света                    |
| 2016      | ф | «Вікно життя»                   | -                 | Викладач курсів                       |
| 2016      | ф | «Майор і магія»                 | -                 | Вчителька Катя                        |
| 2016      | ф | «Громадянин Ніхто»              | -                 | Секретарка в банку                    |
| 2016      | ф | «Фото на недобру пам'ять»       | -                 | Регестратор в РАЦСі                   |
| 2017      | ф | «Лінія світла»                  | -                 | Мати наркоманки                       |
| 2017      | ф | «Кільце з рубіном»              | -                 | Ірина                                 |
| 2017      | ф | «Артистка»                      | -                 | Директор дитбудинку                   |
| 2017      | ф | «Той хто не спить»              | -                 | Старша медсестра будинку пристарілих. |
| 2018—2018 | с | «Лікар Ковальчук»               | -                 | Серафима                              |

## Телебачення
У 1993—1996 рр. вела дитячу програму на каналі УТ-2 «Грають усі».